# Грађански рат Армањака и Бургунђана
Грађански рат Армањака и Бургунђана (енгл. Armagnac–Burgundian Civil War, 1407-1435) био је сукоб између две странке француских великаша и њихових присталица током Стогодишњег рата. Директна последица овог сукоба била је предаја француске круне Хенрију V (Уговор из Троа) и пад северне Француске под власт Енглеза (1415-1435), и фактичко одвајање Бургундије од Француске, које је потрајало све до завршетка Бургундских ратова (1474-1477).

## Позадина
После смрти француског краља Шарла V (1364-1380), његов син Шарл VI (1380-1422) био је малолетан, па је власт преузела група кнежева краљевске крви, краљевих стричева: Луј, војвода Анжуа, Жан, војвода Берија, Филип II Смели, војвода Бургундије и Луј, војвода Бурбона. Пошто су сви ови кнежеви преваскодно били заинтересовани за увећање сопствених поседа, свађе између њих биле су честе. Када је Луј од Анжуа умро (1384), Филип од Бургундије практично је постао господар краљевства све док млади краљ није лично преузео власт.
Шарл VI вратио је на положаје сараднике свог оца које су кнежеви сменили и обасуо је поседима и положајима свог млађег брата Луја, војводу Орлеана. На жалост, Шарл VI био је ментално нестабилан и наклоњен животу у раскоши и расипништву: пошто је 1392. сасвим полудео, војвода Бургундије постао је намесник краљевства. Шарлу се још повремено, на краће време, враћао разум и тада је донекле преузимао своје владарске дужности, али је у пракси само слушао савете свог брата Луја. Тако, када се Шарлово здравствено стање погоршало, владао је војвода Бургундије, а када је био здрав, на власти је био војвода Орлеана. У таквој ситуацији држава је била у непрекидном хаосу, док су се ов двојица кнежева борила око власти. Филип од Бургундије умро је 1404, а наследио га је његов син Жан Неустрашиви, способан, амбициозан и крајње немилосрдан кнез.
Жан од Бургундије убрзо је одлучио да се реши свог супарника: једне вечери, док се враћао кући париским улицама, Луја од Орлеана напала је и убила група пробисвета које је потплатио војвода Бургундије, који је пред краљем јавно признао свој злочин, правдајући га као убиство тиранина (1407). Овим чином насиља Француска је подељена на две странке, које су међусобно заратиле: млади војвода Орлеана, Шарл, и његов таст гроф Армањака организовали су странку армањака (или орлеаниста), са циљем да оборе војводу Бургундије, који је владао у име малоумног краља. Уопште узевши, француски племићи су били више наклоњени странци Армањака, док су градови, нарочито Париз, више подржавали војводу Бургундије. Неколико година Жан Неустрашиви је држао Париз, краља и власт у својим рукама, али су 1413. армањаци освојили град и присилили војводу да се повуче на своје поседе.

## Грађански рат

### Савез Бургунђана са Енглезима
У међусобном рату, обе странке тражиле су помоћ енглеског краља Хенрија V (1413-1422), али ни бургунђани ни армањаци нису могли да изађу у сусрет Хенријевим огромним захтевима. Хенри је захтевао читаву Аквитанију, Анжу, Мен, Турен и Нормандију, уз сизеренство над Бретањом и Фландријом. Када се Хенри у августу 1415. искрцао са војском у Нормандији и француска властела позвана у рат, војвода Бургундије одбио је да се одазове позиву. Тако је код Аженкура (25. октобра 1415) практично уништена странка армањака, а војводе Орлена и Бурбона пале су у ропство.
После победе Хенрија V код Азенкура, Енглези су до почетка 1419. заузели Нормандију и северне покрајине Француске и продрли све до Париза, који је од маја 1418. поново био у рукама Бургунђана. Након што је њихов вођа, Жан Неустрашиви, убијен на преговорима са престолонаследником Шарлом, вођом Армањака (код Монтроа),  нови војвода Филип Добри одмах је (децембра 1419) у Руану склопио савез са Хенријем V. Пошто је бургундијска странка држала Париз и краља, она је, 21. маја 1420. у име малоумног Шарла VI потписала мир у Троау, којим су, у суштини, предали Француску Хенрију V: престолонаследник Шарл је разбаштињен (проглашен копилетом), а француски краљ дао је Хенрију своју кћер Катарину за жену и признао га за свог наследника. У међувремену, док му је таст још био жив, Хенрију је уз Аквитанију предата и Нормандија. Војводи Бургундије зајемчена су сва права и повластице које је уживао у својим земљама, што се граничило са потпуном независношћу.

### Рат Армањака против Енглеза и Бургунђана
Међутим, странка армањака на челу са престолонаследником Шарлом није признала мир у Троау: њих је подржавао већи део Француске јужно од Лоаре, и многа властела и градови у северној Француској. Да би постао стварни краљ Француске, Хенрију је предстојала дуга и исцрпљујућа борба за освајање бројних армањачких утврђених упоришта по читавој Француској.
Током 1422. умрли су и Шарл VI и Хенри V, па су у складу са уговором из Троа, круне Француске и Енглеске припале Хенријевом сину Хенрију VI, који је био стар свега неколико месеци. Стричеви младог краља - Џон, војвода Бедфорда и Хемфри, војвода Глостера - постали су намесници Француске, односно Енглеске. У ствари, Француска је била подељена на три различите државе. Војвода Бедфорда владао је у име свог синовца Нормандијом, Меном, Ил де Франсом и Шампањом, с тим што су енглеске посаде стварно држале Париз и области западно од њега, док су Шампању поселе бургундске снаге као Бедфордови савезници. Статус близак независности који је војвода Бургундије добио уговором из Троа био је потпуно заокружен захваљујући малолетстви краља. Бедфорд је према војводи морао да се односи као према сувереном савезнику. Војвода Бретање званично је признао Хенрија VI за краља, али је тајно склопио савез са дофеном Шарлом на другој страни.

### Преокрет и помирење
Сва Француска јужно од Лоаре, изузев војводства Гаскоње, признавала је за краља дофена Шарла. Бедфордов покушај да се пробије у јужну Француску осујећен је француском победом код Орлеана (у пролеће 1429), после чега је дофен крунисан за краља Француске као Шарл VII (1422-1461), а енглеска војска је принуђена на дефанзиву. У августу 1435. у Арасу започети су тројни преговори о миру између Француза, Енглеза и Бургунђана: Енглези су напустили преговоре 1. септембра (пошто је Шарл VII одбио да постане вазал Хенрија VI), па је војвода Филип Добри 20. септембра 1435. закључио мир са Француском у Арасу. Војвода Бургундије добио је још четири грофовије и ослобођен је заклетве верности Шарлу VII, док се француски краљ јавно покајао због учешћа у убиству војводиног оца, Жана Неустрашивог.

## Последице
Уговором у Арасу званично је окончан рат између армањака и бургунђана, али је Бургундија остала практично независна држава све до завршетка Бургундских ратова (1474-1477).